# Werre
La Werre est une rivière d'Allemagne, dans le district (Regierungsbezirk) Detmold de la Rhénanie-du-Nord-Westphalie, et un affluent de la Weser.

## Géographie
Sa source se trouve près de la ville Horn-Bad Meinberg. D'une longueur totale de 71,9 km, elle traverse Detmold, Bad Salzuflen et Herford et se jette dans la Weser près de Bad Oeynhausen.
La Werre reçoit notamment les eaux de la rivière Else qui est un défluent de la rivière Hase.

## Relevé hydrologique

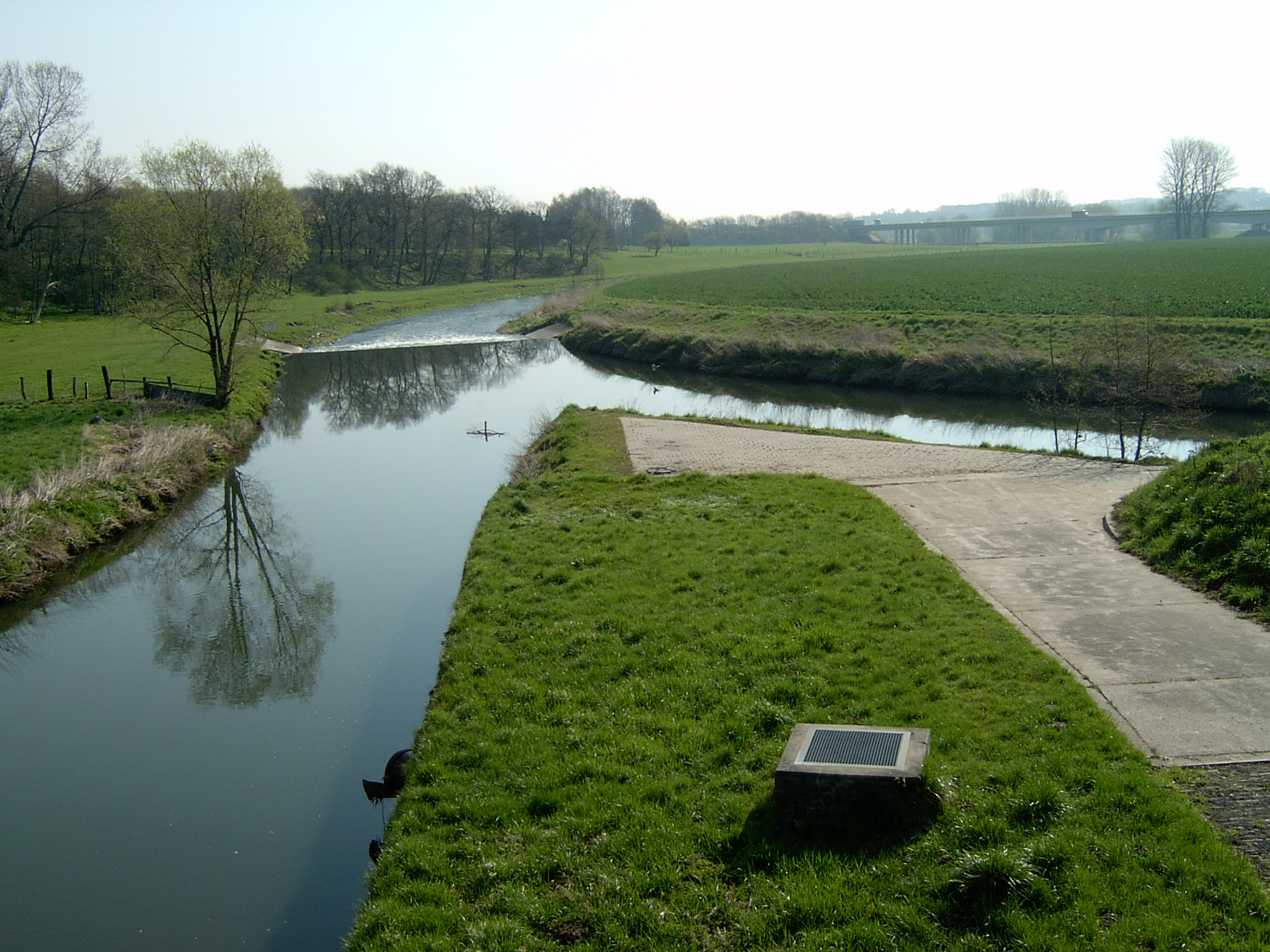
La rivière Else se jette à droite dans la rivière Werre.